# Sunsari
Sunsari é um distrito da zona de Kosi, no Nepal.